# Kasakhstan ved vinter-OL 2010
Kasakhstan deltog i vinter-OL 2010 i Vancouver, British Columbia, Canada.

## Medaljer
| 2010 Vancouver | Guld | Sølv | Bronze | Total |
| Kasakhstan     | 0    | 1    | 0      | 1     |

### Medaljevindere
| Medalje | Navn              | Sport       | Event                   | Dato        |
| ------- | ----------------- | ----------- | ----------------------- | ----------- |
| Sølv    | Elena Khrustaleva | skiskydning | Kvindernes individuelle | 18. februar |